# Thelypteris griffithii
Thelypteris griffithii là một loài thực vật có mạch trong họ Thelypteridaceae. Loài này được (Mett.) C.M. Kuo miêu tả khoa học đầu tiên năm 1985.